# Chhoti Sadri
Chhoti Sadri (en hindi छोटी सादड़ी) és una ciutat i una municipalitat al districte de Pratapgarh al Rajasthan, amb més de 16.000 habitants (2001). Chhoti Sadri fou una zila (districte) de l'antic principat de Mewar formada per 209 pobles i 1 vila. La població el 1901 era de 31.662 habitants. La capital era Chhoti Sadri, situada a uns 106 km a l'est-sud-est de Mewar. La capital era coneguda per un famós temple dedicat a Devi, del segle v, conegut avui dia com Bhavaramata, amb una important inscripció històrica.